# Малая Корчаковка
Ма́лая Корчако́вка (укр. Мала Корчаківка; до 2016 г. Радя́нское) — посёлок, Кияницкий сельский совет, Сумский район, Сумская область, Украина.
Код КОАТУУ — 5924785907. Население по переписи 2001 года составляло 112 человек.

## Географическое положение
Посёлок Малая Корчаковка находится на расстоянии в 0,5 км от села Корчаковка.